# Éljen Szervác!
Az Éljen Szervác! 1986-ban bemutatott magyar bábfilm, amely az Egy világhírű vadász emlékiratai című televíziós bábfilmsorozat alapján készült. Az animációs játékfilm rendezője Foky Ottó. A forgatókönyvet Kertész Balázs írta, a zenéjét Pethő Zsolt szerezte. A mozifilm a Pannónia Filmstúdió gyártásában készült, a MOKÉP forgalmazásában jelent meg.
Magyarországon 1987. május 21-én mutatták be a mozikban.

## Cselekmény
Szervác, a világhírű vadász hetvenedik születésnapját ünnepli. A vendégek: öreg barátai, valamennyien – állatok. Együtt idézik föl Szervác nevezetes vadászkalandjait, amelyek során ha zsákmányt nem is, de jámbor segítőkészsége jóvoltából számos kedves ismerőst szerzett. Igaz, az Andok csúcsai között ellensége is akadt, a keselyű… A világ leghosszabb óriáskígyója, az édességet kedvelő gorilla, a fogfájásból kikezelt elefánt, a vegetáriánussá lett leopárd, a hajó alól kiszabadított polip, a szépen csellózó rozmár meg a ravasz tigris tartoznak a baráti körhöz. Az oroszlán szájharmonika-koncertet tart, de később üldözőbe veszi, nyakon csípi és magával hurcolja Szervácot – kártyapartnernek…

## Alkotók
- Rendező és tervező: Foky Ottó
- Forgatókönyvíró: Kertész Balázs
- Zeneszerző: Pethő Zsolt
- Operatőr: Bayer Ottmár, Kiss Lajos
- Hangmérnök: Zsebényi Béla
- Dramaturg-vágó: Czipauer János
- Animátor: Doboki László
- Bábkivitelezők: Krakovszky Mária, Szabó László
- Díszlettervező: Kovács Árpád, Sánta Béla
- Fővilágosító: Mazács Miklós
- Világosító: Kazi Antal
- Színes technika: Bederna András
- Gyártásvezető: Dreilinger Zsuzsa
- Hangrendező: Mohácsi Emil
- Produkciós vezető: Hernádi János

- A laboratóriumi munkák a Magyar Filmlaboratórium Vállalatnál készültek.
- Készítette a Pannónia Filmstúdió

## Szereplők hangja
- Szervác: Haumann Péter
- Keselyű: Kern András
- Majom (idősen): Balázs Péter
- Majom unokája: Pálos Zsuzsa
- Strucc: Czigány Judit
- Pápaszemes kígyó: Pathó István
- Gorilla: Gálvölgyi János
- Elefánt: Képessy József
- Leopárd: Buss Gyula
- Tigris: Szombathy Gyula
- Oroszlán: Szabó Gyula
- Légy: Magda Gabi
- Kafferbivaly: Farkas Antal
- Orrszarvú: Füzessy Ottó
- Pingvin hölgy: Schubert Éva
- Zebrák: Tahi Tóth László, Timár Béla, Varga T. József
- Cápa: Vajda László
- Oktopusz, a polip: Miklósy György
- Fókabarát pingvinlány: Várhegyi Teréz
- Rozmár: Horváth Gyula
- Zsiráf #1: Varga T. József
- Jaguár; Albatrosz; Kecske: Esztergályos Cecília
- Sapkás pingvin; Majom; Törpekígyó: Józsa Imre
- Szervác öve; Óriáskígyó; Elefánt horda; Zsiráf #2: Koroknay Géza
- Hiéna; Pingvin; Párduc: Szerednyey Béla
- Főcímdal: Hűvösvölgyi Ildikó
- Végefőcímdal: Eszményi Viktória

## Televíziós megjelenések
HBO, Duna TV 